# اوه عزیزم (فیلم ۲۰۱۹)
اوه عزیزم 
(به تلوگویی: Oh! Baby) فیلمی محصول سال ۲۰۱۹ و به کارگردانی بی. وی ناندینی ردی است. در این فیلم بازیگرانی همچون سامانتا روت پرابو، لاکشمی، ناگا شاریا، راجندرا پراساد و اورواشی ایفای نقش کرده‌اند.